# 格沃兹杰夫角
格沃兹杰夫角（俄语：Мыс Гвоздева）或茂泊岬（日语：／）是萨哈林州波罗奈区的海角，位于捷尔佩尼耶半岛东岸，临鄂霍次克海。韦斯托瓦亚河在海角北注入海。它以俄国探险家米哈伊尔·斯皮里多诺维奇·格沃兹杰夫命名。